# متحف خان البيرة
خان البيرة هو متحف للتراث الثقافي لمدينة البيرة، يقع شرق شارع المغتربين خلف بلدية البيرة، وإلى الجنوب من مدرسة خولة بنت الأزور. يعود المبنى إلى الفترة الصليبية، حيث كان يطلق عليه اسم «كوريا» ويعني مركز إدارة الحكم، إذ كان مركزًا لتشريع القوانين، وفي الفترة الإسلامية المتأخرة استُخدمَ استراحةً للتجار والمسافرين، فعُرف باسم خان البيرة لوقوعه على طريق القوافل التجارية التي تربط جنوب فلسطين بشمالها. يتكون المتحف من قاعات يقام فيها العديد من النشاطات من ورش عمل، واستقبال الزيارات للمتحف، وعروض أفلام وثائقية لمواقع التراث العالمي، ويعقد فيه ورشات حول صناعة الفخار والفسيفساء، فيستهدف زوار المدينة، وطلاب المدارس.

## بناء الخان
بُني بنمط العمارة الرومانسكية حيث كان شائعًا في الفترة الصليبية، لكنه تعرض للتدمير بفعل مرور الزمن وعوامل التعرية والتجوية التي أثرت على شكله وحجمه، وأهمل بعدها لفترة طويلة حتى قامت دائرة الآثار في وزارة السياحة والآثار عام 1997 بتنظيف المبنى وإجراء أعمال التنقيب عليه، وترميمه بغرض إعادة تأهيله متحفًا افتتح عام 2016. يتكون المبنى الحالي من سلسلة من الأقواس المدببة المبنية من الحجارة. يعتبر اليوم مركزًا للتراث الثقافي، حيث يساهم في إدارة وحفظ تراث مدينة البيرة، وجُهزَ لخدمة أغراض عدة حيث يحتوي على معرض متحفي دائم لمقتنياته من أهم المكتشفات الأثرية والحضرية في مدينة البيرة مرتبة، وفقأ للمواقع الأثرية التي اكتشفت فيها، بالإضافة إلى قاعة متعددة الأغراض للمحاضرات وقسم ورش العمل والمختبرات.

## مقتنيات
يحتوي المتحف على مقتنيات تعود للعصر الحجري لفترة 4500 ق.م، وتعتبر من أقدم دلالات السكن الحضري في مدينة البيرة، واستخرجت من مواقع متعددة في المدينة مثل تل النصبة، ورأس الطاحونة حيث تظهر توالي وتعاقب الحضارات والعصور المتعددة على المدينة من العصر البرونزي، والنحاسي، والفارسي، والروماني، والبيزنطي، والإسلامي.

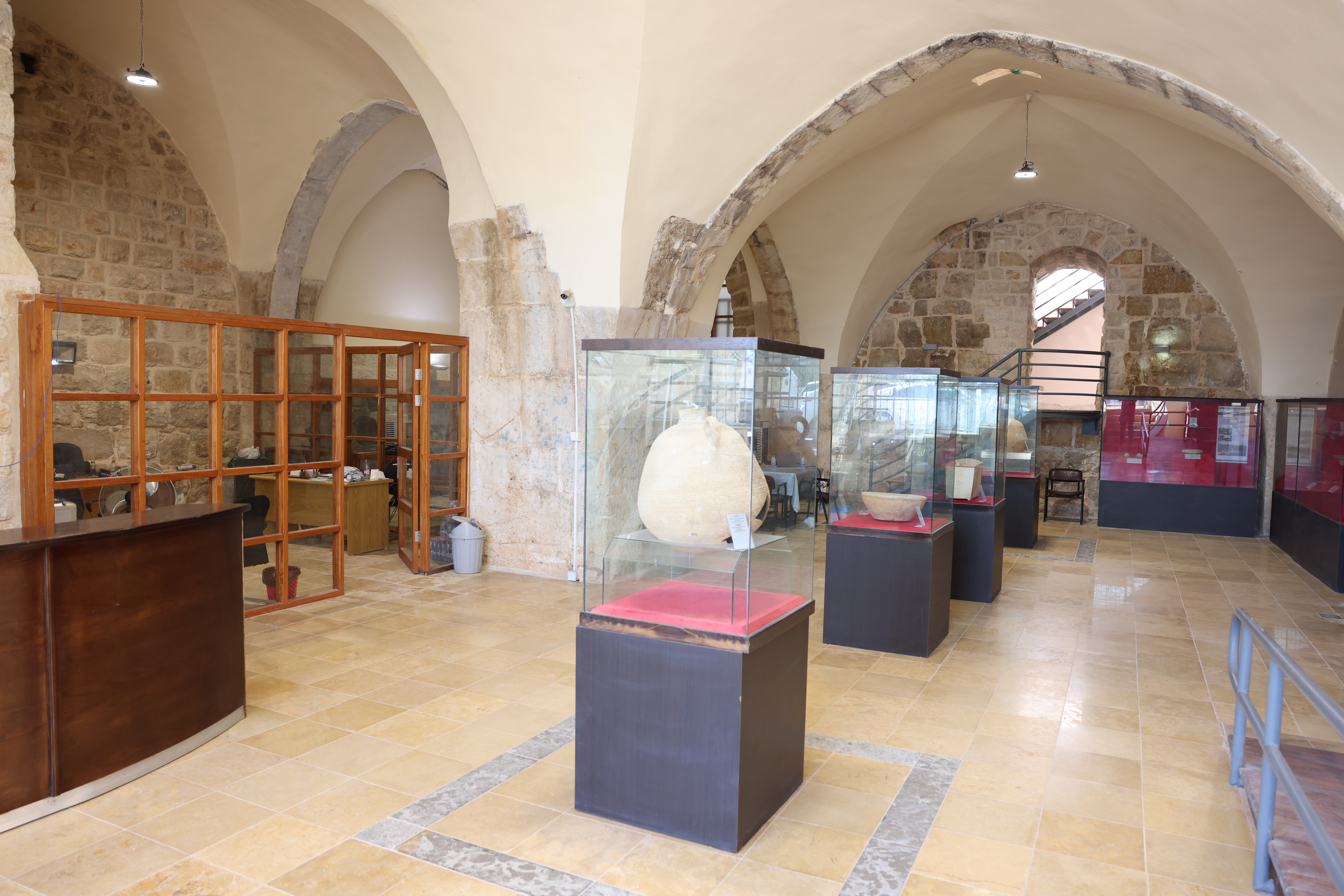
قاعة المقتنيات
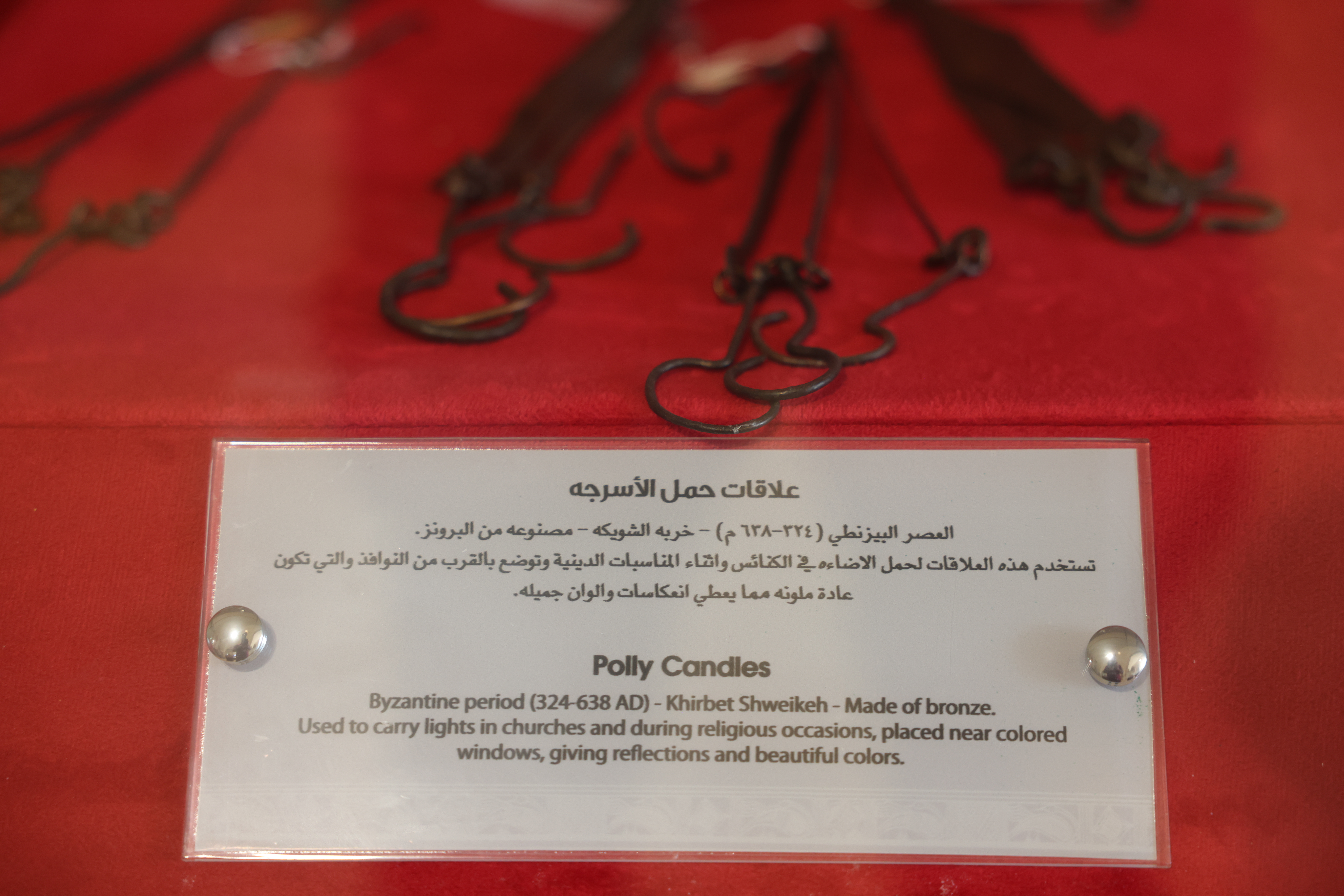
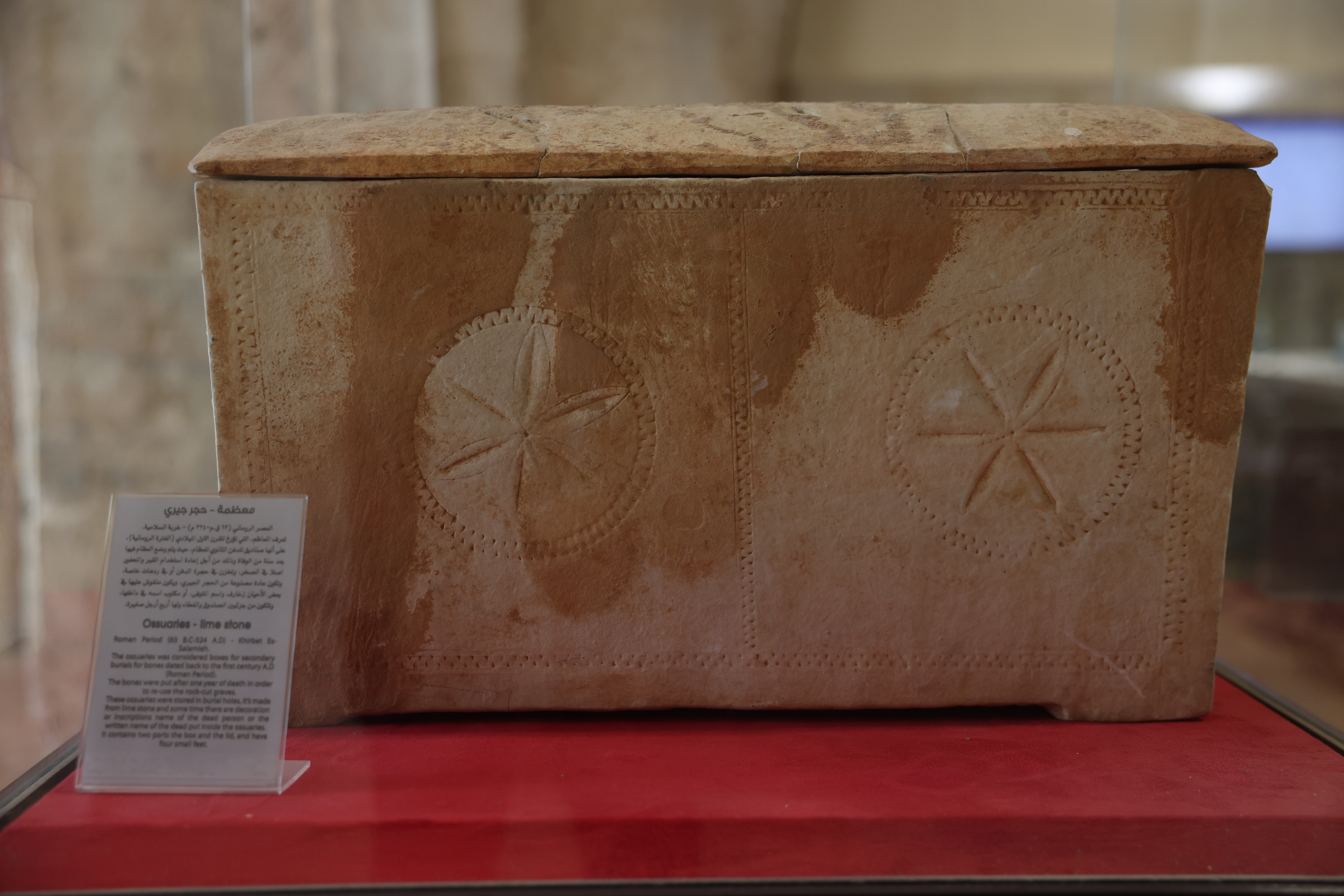
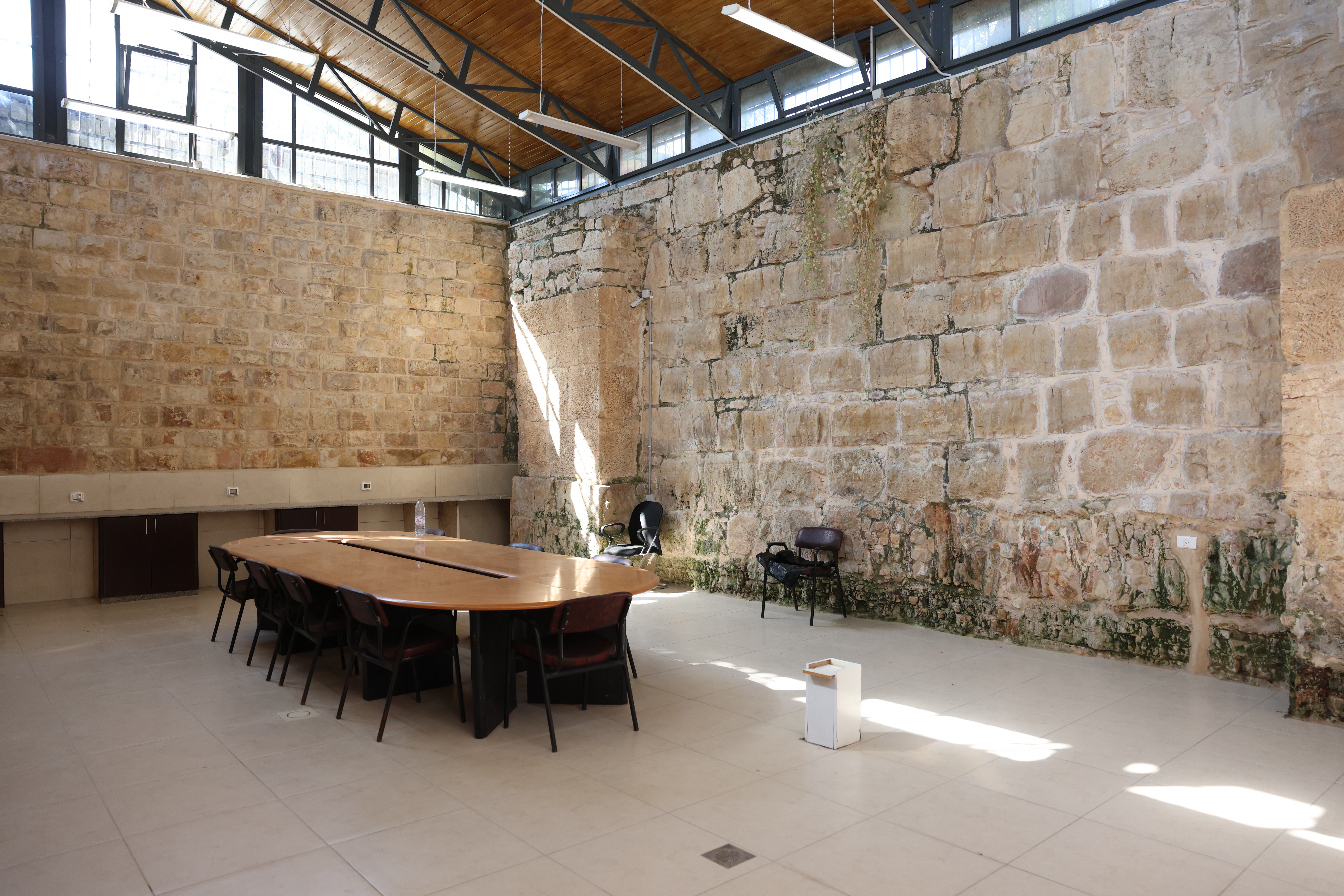